# Laura Jansen
Laura Jansen (Breda, 4 marzo 1977) è una cantante olandese naturalizzata statunitense.
Ha finora pubblicato un album di inediti, Bells, due EP e tre singoli. Laura è nata nei Paesi Bassi ed oggi vive a Los Angeles, in California, pur facendo spesso visita al suo Paese d'origine. Figlia di padre olandese e madre statunitense, Laura Jansen ha ottenuto la cittadinanza in entrambi i Paesi.
Il primo EP della cantante, intitolato Trauma, è stato pubblicato il 26 febbraio 2007 e include cinque brani. Per la pubblicazione del vero e proprio album di debutto si dovette aspettare fino al 4 settembre 2009, quando l'etichetta discografica Universal Music distribuì il disco, intitolato Bells nei Paesi Bassi. Bells debuttò alla dodicesima posizione della classifica degli album olandese, e raggiunse il suo picco attuale, la sesta posizione, durante la sua trentanovesima settimana. L'album è stato certificato disco di platino nei Paesi Bassi per aver venduto oltre 50 000 copie.
Da Bells sono stati estratti tre singoli. Single Girls, uscito il 26 giugno 2009, ha raggiunto la settantesima posizione nella classifica dei singoli olandese. Il suo primo successo fu tuttavia la cover di una canzone dei Kings of Leon, Use Somebody, pubblicata nell'ottobre dello stesso anno, che arrivò sino all'ottava posizione e trascorse quarantotto settimane in classifica in totale. Infine, come terzo singolo, nel marzo 2010, è stato scelto il brano Wicked World, che ha raggiunto la trentunesima posizione.

## Discografia

### Album
| Anno | Dettagli                                                                                           | Posizioni massime | Vendite                                   |
| Anno | Dettagli                                                                                           | NED               | Vendite                                   |
| ---- | -------------------------------------------------------------------------------------------------- | ----------------- | ----------------------------------------- |
| 2009 | Bells - Pubblicato: 4 settembre 2009 - Etichetta: Universal Music - Formati: CD, download digitale | 6                 | - Paesi Bassi: 50.000+ (disco di platino) |

### Singoli
| Anno | Titolo       | Posizioni massime | Album |
| Anno | Titolo       | NED               | Album |
| ---- | ------------ | ----------------- | ----- |
| 2009 | Single Girls | 70                | Bells |
| 2009 | Use Somebody | 8                 | Bells |
| 2010 | Wicked World | 31                | Bells |